# DM i landevejscykling 2002
Danmarksmesterskaberne i landevejscykling 2002 blev afholdt fra 28. – 30. juni 2002 i Lemvig i Jylland. Konkurrencerne for U23 og juniorer blev afholdt 14. og 15. juni.
| Event           | Guld               | Sølv               | Bronze                      |
| --------------- | ------------------ | ------------------ | --------------------------- |
| Herrer - Elite  |                    |                    |                             |
| Enkeltstart     | Michael Sandstød   | Lennie Kristensen  | Michael Blaudzun            |
| Linjeløb        | Michael Sandstød   | Michael Blaudzun   | Bo Hamburger                |
| Herrer - U23    |                    |                    |                             |
| Enkeltstart     | Brian Vandborg     | Rasmus Dyring      | Jacob Kollerup              |
| Linjeløb        | Martin Pedersen    | Michael Berling    | Brian Vandborg              |
| Herrer - Junior |                    |                    |                             |
| Enkeltstart     | Martin Mortensen   | Andreas Finnerup   | Mads Christensen            |
| Linjeløb        | Andreas Finnerup   | Anders Lund        | Mads Christensen            |
| Damer - Elite   |                    |                    |                             |
| Enkeltstart     | Lisbeth Simper     | Vibe Janne Kolding | Pernille Langelund Jakobsen |
| Linjeløb        | Lisbeth Simper     | Vibe Janne Kolding | Mette Fischer Andreasen     |
| Damer - Junior  |                    |                    |                             |
| Enkeltstart     | Pi Ellebæk Knudsen | Sara Hansen        | Henriette Frederiksen       |